# El príncipe Felipe Próspero
El príncipe Felipe Próspero es un cuadro de Velázquez (Sevilla, 6 de junio de 1599 – Madrid, 6 de agosto de 1660), el pintor más destacado del Siglo de Oro español. 

## Ubicación del cuadro
Actualmente se encuentra expuesto en el Museo de Historia del Arte de Viena

## Historia
El protagonista del lienzo es Felipe Próspero de Austria, nacido como Felipe Próspero José Francisco Domingo Ignacio Antonio Buenaventura Diego Miguel Luis Alfonso Isidro Ramón Víctor de Austria (Madrid, 20 de noviembre de 1657 - ibídem, 1 de noviembre de 1661). Príncipe de Asturias, fue el tercer hijo y primer varón del matrimonio formado por Felipe IV de España y Mariana de Austria, y pese a morir a muy corta edad llegó a ser nombrado príncipe.

## La obra y su características técnicas
En este retrato, el infante apoya su brazo derecho sobre un sillón, provocando compasión en vez de otorgarle majestuosidad, ya que su salud era precaria como lo demuestran los amuletos que porta.
Sobre el sillón observamos a un perrillo faldero, cuya mirada acuosa acentúa la melancolía de la escena. Este can es uno de los mejores trozos de pintura ejecutados por el maestro Velázquez.
La figura se ubica en una habitación, apreciándose al fondo una puerta abierta por la que entra la luz. A la derecha se puede observar un taburete con un cojín sobre el que se coloca el sombrero. Predominan los tonos rojos en la obra y los tonos negros de la penumbra acrecientan el contraste entre los otros colores.